# SFAM
SFAM, eller som den egentligen heter, "Svensk förening för allmänmedicin" är en förening som på ett oberoende sätt strävar efter att främja utbildning, forskning och utveckling inom allmänmedicin. Den har lokalföreningar i så gott som hela landet med flera nätverk knutna till olika intresseområden. Medlemmarna är både färdiga och blivande specialister i allmänmedicin. 
Föreningen har en medlemstidning kallad "AllmänMedicin" och ger tillsammans med sina systerföreningar i Norden ut den vetenskapliga tidskriften "Scandinavian Journal of primary Health Care" (SJPHC).
SFAM utgör en sektion i Svenska Läkaresällskapet och är specialitetsförening i Sveriges Läkarförbund. Till dessa och olika myndigheter är SFAM remissinstans angående beslut som berör allmänläkare. Föreningen samarbetar med olika yrkesföreningar i Läkarförbundet som t.ex. DLF och SPLF.